# Araeostoma aenicta
Araeostoma aenicta är en fjärilsart som beskrevs av Turner 1917. Araeostoma aenicta ingår i släktet Araeostoma och familjen plattmalar. Inga underarter finns listade i Catalogue of Life.